# Seznam britanskih kraljev
To je seznam angleških kraljev, skupaj s škotskimi, valižanskimi in irskimi kralji.
| Ime | Vladal              | Opombe                             |
| --- | ------------------- | ---------------------------------- |
| Sasi |                     |                                    |
| Offa | 757–796             |                                    |
| Egbert | 802–839             |                                    |
| Ethelwulf | 839–856             | Egbertov sin                       |
| Ethelbald | 856–860             | Ethelwulfov sin                    |
| Ethelbert | 860–865             | Ethelwulfov sin                    |
| Ethelred I. | 865–871             | Ethelwulfov sin                    |
| Rodbina Wessex (886–1013) |                     |                                    |
| Alfred Veliki | 871–899             | Ethelwulfov sin                    |
| Edvard I. starejši | 899–924             | Alfredov sin                       |
| Sporno Obstaja nekaj dokazov, da je bil Ælfweard iz Wessexa morda kralj leta 924, med njegovim očetom Edvardom starejšim in njegovim bratom Æthelstanom, čeprav ni bil okronan. Seznam kraljev iz 12. stoletja navaja, da je vladal štiri tedne, čeprav en rokopis Anglosaške kronike pravi, da je umrl le 16 dni za svojim očetom. Vendar dejstva, da je vladal, ne sprejemajo vsi zgodovinarji. Prav tako ni jasno, ali je bil — če je bil Ælfweard razglašen za kralja — nad celotnim kraljestvom ali samo nad Wessexom. Ena od razlag dvoumnih dokazov je, da je bil, ko je Edvard umrl, Ælfweard razglašen za kralja v Wessexu, Æthelstan pa v Merciji. |                     |                                    |
| Ethelweard | 924                 | Edvardov sin                       |
| |                     |                                    |
| Ethelstan | 924–939             | Edvardov sin                       |
| Edmund I. | 939–946             | Edvardov sin                       |
| Edred | 946–955             | Edvardov sin                       |
| Edvig | 955–959             | Edmundov sin                       |
| Edgar Miroljubni | 959–975             | Edmundov sin                       |
| Edvard II. Mučenik | 975–978             | Edgarjev sin                       |
| Ethelred II. | 978–1013            | Edgarjev sin                       |
| Danska hiša (1013–1014) Anglija je prišla pod nadzor Svena Vilobradega, danskega kralja, po invaziji leta 1013, med katero je Æthelred zapustila prestol in odšel v izgnanstvo v Normandijo. |                     |                                    |
| Sven I. Vilobradi | 1013–1014           |                                    |
| Rodbina Wessex (obnovljena, prvič) (1014–1016) Po smrti Svena VVilobradega se je Æthelred Nepripravljeni vrnil iz izgnanstva in bil 3. februarja 1014 znova razglašen za kralja. Njegov sin ga je nasledil, potem ko so ga državljani Londona in del Witana izbrali za kralja kljub nenehnim danskim prizadevanjem iztrgati krono Zahodnim Sasom. |                     |                                    |
| Ethelred II. | 1014–1016           | Edgarjev sin                       |
| Edmund II. | 1016                | sin Ethelreda II.                  |
| Danska hiša (obnovljena) (1016–1042) |                     |                                    |
| Knut Veliki | 1016–1035           | Svenov sin                         |
| Harold I. | 1035–1040           | Knutov nezakonski sin              |
| Hartaknut | 1040–1042           | Knutov sin                         |
| Rodbina Wessex (obnovljena, drugič) (1042–1066) |                     |                                    |
| Sveti Edvard Spoznavalec | 1042–1066           | sin Ethelreda II.                  |
| rodbina Godwin (1066) |                     |                                    |
| Harold Godvinson | 1066–1066           | svak Edvarda Spoznavalca           |
| Sporni tožnik (Hiša Wessex) Potem ko je bil kralj Harold ubit v bitki pri Hastingsu, so Witani za kralja izvolili Edgarja Æthelinga, toda do takrat so Normani nadzorovali državo in Edgar ni nikoli vladal. Podredil se je kralju Viljemu Osvajalcu. |                     |                                    |
| Edgar Ætheling | 1066–1066           | vnuk Edmunda II.                   |
| Normanska rodbina Po Normanski osvojitvi leta 1066 so se kralji začeli šteti na novo (čeprav se to pozna samo pri Edvardih). |                     |                                    |
| Viljem I. | 1066–1087           | znan tudi kot Viljem Osvajalec     |
| Viljem II. | 1087–1100           | sin Viljema I.                     |
| Henrik I. | 1100–1135           | sin Viljema I.                     |
| Štefan Angleški | 1135–1154           | vnuk Viljema I.                    |
| Anžujci ali Plantageneti Ime hiše se je spremenilo kot odraz Matildine poroke z Geoffreyem Anžujskim (Plantagenetom). |                     |                                    |
| Matilda Angleška | 1141                | hči Henrika I.                     |
| Henrik II. | 1154–1189           | Matildin sin                       |
| Rihard I. Levjesrčni | 1189–1199           | sin Henrika II.                    |
| Kralji Anglije in Irske Leta 1199 je Ivan, irski kralj, podedoval angleški prestol. Do zamenjave s "kralj" (1542) je bil v uporabi naziv irski lord. |                     |                                    |
| Ivan brez zemlje | 1199–1216           | sin Henrika II.                    |
| Henrik III. | 1216–1272           | Ivanov sin                         |
| Edvard I. "Dolgokraki" | 1272–1307           | sin Henrika III.                   |
| Edvard II. | 1307–1327           | sin Edvarda I.                     |
| Edvard III. | 1327–1377           | sin Edvarda II.                    |
| Rihard II. | 1377–1399           | vnuk Edvarda III.                  |
| Lancastri Henrik IV. je odstavil Riharda II. in ime hiše se je spremenilo glede na ime Henrikovega očeta, vojvode Lancasterskega. |                     |                                    |
| Henrik IV. | 1399–1413           | vnuk Edvarda III.                  |
| Henrik V. Angleški | 1413–1422           | sin Henrika IV.                    |
| Henrik VI. | 1422–1461 1470–1471 | sin Henrika V.                     |
| Rodbina York Hiši Lancastrov in York sta se borili v Vojni dveh rož in Yorki so prevzeli prestol. |                     |                                    |
| Edvard IV. | 1461–1470 1471–1483 | prapravnuk Edvarda III.            |
| Edvard V. | 1483                | sin Edvarda IV.                    |
| Rihard III. | 1483–1485           | brat Edvarda IV.                   |
| Tudorji Lancaster Henrik Tudor je prevzel prestol od Yorkov. |                     |                                    |
| Henrik VII. | 1485–1509           | prapravnuk Edvarda III.            |
| Henrik VIII. | 1509–1547           | sin Henrika VII., vnuk Edvarda IV. |
| Edvard VI. | 1547–1553           | sin Henrika VIII.                  |
| Jana | 1553                | pravnukinja Henrika VII.           |
| Krvava Marija I. | 1553–1558           | hči Henrika VIII.                  |
| Elizabeta I. | 1558–1603           | hči Henrika VIII.                  |

| Ime | Vladal              | Opombe                                     |
| --- | ------------------- | ------------------------------------------ |
| Alpini |                     |                                            |
| Kenneth MacAlpin | 843–858             |                                            |
| Donald I. | 858–862             | brat Kennetha I.                           |
| Konstantin I. Škotski | 862–877             | sin Kennetha I.                            |
| Aedh | 877–878             | sin Kennetha I.                            |
| Eochaid | 878–889             | Aedhov nečak vladal skupaj z Giricom       |
| Giric | 878–889             | Aedhov bratranec vladal skupaj z Eochaidom |
| Donald II. | 889–900             | sin Konstantina I.                         |
| Konstantin II. Škotski | 900–943             | Aedhov sin                                 |
| Malcolm I. | 943–954             | sin Donalda II.                            |
| Indulf | 954–962             | sin Konstantina II.                        |
| Dubh | 962–966             | sin Malcolma I.                            |
| Culen | 966–971             | Indulfov sin                               |
| Kenneth II. | 971–995             | sin Malcolma I.                            |
| Konstantin III. Škotski | 995–997             | Culenov sin                                |
| Kenneth III. | 997–1005            | Dubhov sin                                 |
| Malcolm II. | 1005–1034           | sin Kennetha II.                           |
| Dunkeldi |                     |                                            |
| Duncan I. | 1034–1040           | vnuk Malcolma II.                          |
| Macbeth | 1040–1057           | vnuk Malcolma II.                          |
| Lulach | 1057–1058           | vnuk Kennetha III.                         |
| Malcolm III. | 1058–1093           | sin Duncana I.                             |
| Donald III. | 1093–1094 1094–1097 | sin Duncana I.                             |
| Duncan II. | 1094                | sin Malcolma III.                          |
| Edgar Škotski | 1097–1107           | sin Malcolma III.                          |
| Aleksander I. Škotski | 1107–1124           | sin Malcolma III.                          |
| David I. Škotski | 1124–1153           | sin Malcolma III.                          |
| Malcolm IV. | 1153–1165           | vnuk Davida I.                             |
| Viljem I. | 1165–1214           | vnuk Davida I.                             |
| Aleksander II. Škotski | 1214–1249           | sin Viljema I.                             |
| Aleksander III. Škotski | 1249–1286           | sin Aleksandra II.                         |
| Sverre (1286–1290) O statusu Margarete, norveške služkinje, kot škotske monarhinje razpravljajo zgodovinarji. Eden od njenih biografov, Archie Duncan, trdi, da ker »nikoli ni bila inavgurirana, nikoli ni bila škotska kraljica«. Drugi, Norman H. Reid, vztraja, da so Margareto »sprejeli kot kraljico« s strani njenih sodobnikov, vendar se zaradi pomanjkanja inavguracije »[njena] vladavina ni nikoli začela«. |                     |                                            |
| Margareta I. | 1286–1290           | pravnukinja Aleksandra III.                |
| Ballioli Ko je umrla Margareta, ni bilo jasnega naslednika. Angleški kralj Edvard I. je ustoličil marionetnega kralja, Johna Balliola. |                     |                                            |
| John Balliol | 1292–1296           | praprapravnuk Davida I.                    |
| Bruci Ko se je John Balliol uprl, se je začela vojna za škotsko neodvisnost. Kralj je postal Robert Bruce. |                     |                                            |
| Robert I. | 1306–1329           | prapraprapravnuk Davida I.                 |
| David II. | 1329–1371           | Robertov sin                               |
| Ballioli Nekaj časa sta si Edvard Balliol in David II. oba lastila prestol. |                     |                                            |
| Edward Balliol | 1332–1338           | sin Johna Balliola                         |
| Stuarti Marija I. je spremenila črkovanje v Stuart ko je živela v Franciji, saj francoščina nima črke w. |                     |                                            |
| Robert II. | 1371–1390           | vnuk Roberta I.                            |
| Robert III. | 1390–1406           | sin Roberta II.                            |
| Jakob I. | 1406–1437           | sin Roberta III.                           |
| Jakob II. | 1437–1460           | sin Jakoba I.                              |
| Jakob III. | 1460–1488           | sin Jakoba II.                             |
| Jakob IV. | 1488–1513           | sin Jakoba III.                            |
| Jakob V. | 1513–1542           | sin Jakoba IV.                             |
| Marija I. | 1542–1567           | hči Jakoba V.                              |
| Jakob VI. Škotski | 1567–1625           | sin Marije I.                              |

| Ime | Vladal              | Opombe                             |
| --- | ------------------- | ---------------------------------- |
| Sasi |                     |                                    |
| Offa | 757–796             |                                    |
| Egbert | 802–839             |                                    |
| Ethelwulf | 839–856             | Egbertov sin                       |
| Ethelbald | 856–860             | Ethelwulfov sin                    |
| Ethelbert | 860–865             | Ethelwulfov sin                    |
| Ethelred I. | 865–871             | Ethelwulfov sin                    |
| Rodbina Wessex (886–1013) |                     |                                    |
| Alfred Veliki | 871–899             | Ethelwulfov sin                    |
| Edvard I. starejši | 899–924             | Alfredov sin                       |
| Sporno Obstaja nekaj dokazov, da je bil Ælfweard iz Wessexa morda kralj leta 924, med njegovim očetom Edvardom starejšim in njegovim bratom Æthelstanom, čeprav ni bil okronan. Seznam kraljev iz 12. stoletja navaja, da je vladal štiri tedne, čeprav en rokopis Anglosaške kronike pravi, da je umrl le 16 dni za svojim očetom. Vendar dejstva, da je vladal, ne sprejemajo vsi zgodovinarji. Prav tako ni jasno, ali je bil — če je bil Ælfweard razglašen za kralja — nad celotnim kraljestvom ali samo nad Wessexom. Ena od razlag dvoumnih dokazov je, da je bil, ko je Edvard umrl, Ælfweard razglašen za kralja v Wessexu, Æthelstan pa v Merciji. |                     |                                    |
| Ethelweard | 924                 | Edvardov sin                       |
| |                     |                                    |
| Ethelstan | 924–939             | Edvardov sin                       |
| Edmund I. | 939–946             | Edvardov sin                       |
| Edred | 946–955             | Edvardov sin                       |
| Edvig | 955–959             | Edmundov sin                       |
| Edgar Miroljubni | 959–975             | Edmundov sin                       |
| Edvard II. Mučenik | 975–978             | Edgarjev sin                       |
| Ethelred II. | 978–1013            | Edgarjev sin                       |
| Danska hiša (1013–1014) Anglija je prišla pod nadzor Svena Vilobradega, danskega kralja, po invaziji leta 1013, med katero je Æthelred zapustila prestol in odšel v izgnanstvo v Normandijo. |                     |                                    |
| Sven I. Vilobradi | 1013–1014           |                                    |
| Rodbina Wessex (obnovljena, prvič) (1014–1016) Po smrti Svena VVilobradega se je Æthelred Nepripravljeni vrnil iz izgnanstva in bil 3. februarja 1014 znova razglašen za kralja. Njegov sin ga je nasledil, potem ko so ga državljani Londona in del Witana izbrali za kralja kljub nenehnim danskim prizadevanjem iztrgati krono Zahodnim Sasom. |                     |                                    |
| Ethelred II. | 1014–1016           | Edgarjev sin                       |
| Edmund II. | 1016                | sin Ethelreda II.                  |
| Danska hiša (obnovljena) (1016–1042) |                     |                                    |
| Knut Veliki | 1016–1035           | Svenov sin                         |
| Harold I. | 1035–1040           | Knutov nezakonski sin              |
| Hartaknut | 1040–1042           | Knutov sin                         |
| Rodbina Wessex (obnovljena, drugič) (1042–1066) |                     |                                    |
| Sveti Edvard Spoznavalec | 1042–1066           | sin Ethelreda II.                  |
| rodbina Godwin (1066) |                     |                                    |
| Harold Godvinson | 1066–1066           | svak Edvarda Spoznavalca           |
| Sporni tožnik (Hiša Wessex) Potem ko je bil kralj Harold ubit v bitki pri Hastingsu, so Witani za kralja izvolili Edgarja Æthelinga, toda do takrat so Normani nadzorovali državo in Edgar ni nikoli vladal. Podredil se je kralju Viljemu Osvajalcu. |                     |                                    |
| Edgar Ætheling | 1066–1066           | vnuk Edmunda II.                   |
| Normanska rodbina Po Normanski osvojitvi leta 1066 so se kralji začeli šteti na novo (čeprav se to pozna samo pri Edvardih). |                     |                                    |
| Viljem I. | 1066–1087           | znan tudi kot Viljem Osvajalec     |
| Viljem II. | 1087–1100           | sin Viljema I.                     |
| Henrik I. | 1100–1135           | sin Viljema I.                     |
| Štefan Angleški | 1135–1154           | vnuk Viljema I.                    |
| Anžujci ali Plantageneti Ime hiše se je spremenilo kot odraz Matildine poroke z Geoffreyem Anžujskim (Plantagenetom). |                     |                                    |
| Matilda Angleška | 1141                | hči Henrika I.                     |
| Henrik II. | 1154–1189           | Matildin sin                       |
| Rihard I. Levjesrčni | 1189–1199           | sin Henrika II.                    |
| Kralji Anglije in Irske Leta 1199 je Ivan, irski kralj, podedoval angleški prestol. Do zamenjave s "kralj" (1542) je bil v uporabi naziv irski lord. |                     |                                    |
| Ivan brez zemlje | 1199–1216           | sin Henrika II.                    |
| Henrik III. | 1216–1272           | Ivanov sin                         |
| Edvard I. "Dolgokraki" | 1272–1307           | sin Henrika III.                   |
| Edvard II. | 1307–1327           | sin Edvarda I.                     |
| Edvard III. | 1327–1377           | sin Edvarda II.                    |
| Rihard II. | 1377–1399           | vnuk Edvarda III.                  |
| Lancastri Henrik IV. je odstavil Riharda II. in ime hiše se je spremenilo glede na ime Henrikovega očeta, vojvode Lancasterskega. |                     |                                    |
| Henrik IV. | 1399–1413           | vnuk Edvarda III.                  |
| Henrik V. Angleški | 1413–1422           | sin Henrika IV.                    |
| Henrik VI. | 1422–1461 1470–1471 | sin Henrika V.                     |
| Rodbina York Hiši Lancastrov in York sta se borili v Vojni dveh rož in Yorki so prevzeli prestol. |                     |                                    |
| Edvard IV. | 1461–1470 1471–1483 | prapravnuk Edvarda III.            |
| Edvard V. | 1483                | sin Edvarda IV.                    |
| Rihard III. | 1483–1485           | brat Edvarda IV.                   |
| Tudorji Lancaster Henrik Tudor je prevzel prestol od Yorkov. |                     |                                    |
| Henrik VII. | 1485–1509           | prapravnuk Edvarda III.            |
| Henrik VIII. | 1509–1547           | sin Henrika VII., vnuk Edvarda IV. |
| Edvard VI. | 1547–1553           | sin Henrika VIII.                  |
| Jana | 1553                | pravnukinja Henrika VII.           |
| Krvava Marija I. | 1553–1558           | hči Henrika VIII.                  |
| Elizabeta I. | 1558–1603           | hči Henrika VIII.                  |

| Ime | Vladal              | Opombe                                     |
| --- | ------------------- | ------------------------------------------ |
| Alpini |                     |                                            |
| Kenneth MacAlpin | 843–858             |                                            |
| Donald I. | 858–862             | brat Kennetha I.                           |
| Konstantin I. Škotski | 862–877             | sin Kennetha I.                            |
| Aedh | 877–878             | sin Kennetha I.                            |
| Eochaid | 878–889             | Aedhov nečak vladal skupaj z Giricom       |
| Giric | 878–889             | Aedhov bratranec vladal skupaj z Eochaidom |
| Donald II. | 889–900             | sin Konstantina I.                         |
| Konstantin II. Škotski | 900–943             | Aedhov sin                                 |
| Malcolm I. | 943–954             | sin Donalda II.                            |
| Indulf | 954–962             | sin Konstantina II.                        |
| Dubh | 962–966             | sin Malcolma I.                            |
| Culen | 966–971             | Indulfov sin                               |
| Kenneth II. | 971–995             | sin Malcolma I.                            |
| Konstantin III. Škotski | 995–997             | Culenov sin                                |
| Kenneth III. | 997–1005            | Dubhov sin                                 |
| Malcolm II. | 1005–1034           | sin Kennetha II.                           |
| Dunkeldi |                     |                                            |
| Duncan I. | 1034–1040           | vnuk Malcolma II.                          |
| Macbeth | 1040–1057           | vnuk Malcolma II.                          |
| Lulach | 1057–1058           | vnuk Kennetha III.                         |
| Malcolm III. | 1058–1093           | sin Duncana I.                             |
| Donald III. | 1093–1094 1094–1097 | sin Duncana I.                             |
| Duncan II. | 1094                | sin Malcolma III.                          |
| Edgar Škotski | 1097–1107           | sin Malcolma III.                          |
| Aleksander I. Škotski | 1107–1124           | sin Malcolma III.                          |
| David I. Škotski | 1124–1153           | sin Malcolma III.                          |
| Malcolm IV. | 1153–1165           | vnuk Davida I.                             |
| Viljem I. | 1165–1214           | vnuk Davida I.                             |
| Aleksander II. Škotski | 1214–1249           | sin Viljema I.                             |
| Aleksander III. Škotski | 1249–1286           | sin Aleksandra II.                         |
| Sverre (1286–1290) O statusu Margarete, norveške služkinje, kot škotske monarhinje razpravljajo zgodovinarji. Eden od njenih biografov, Archie Duncan, trdi, da ker »nikoli ni bila inavgurirana, nikoli ni bila škotska kraljica«. Drugi, Norman H. Reid, vztraja, da so Margareto »sprejeli kot kraljico« s strani njenih sodobnikov, vendar se zaradi pomanjkanja inavguracije »[njena] vladavina ni nikoli začela«. |                     |                                            |
| Margareta I. | 1286–1290           | pravnukinja Aleksandra III.                |
| Ballioli Ko je umrla Margareta, ni bilo jasnega naslednika. Angleški kralj Edvard I. je ustoličil marionetnega kralja, Johna Balliola. |                     |                                            |
| John Balliol | 1292–1296           | praprapravnuk Davida I.                    |
| Bruci Ko se je John Balliol uprl, se je začela vojna za škotsko neodvisnost. Kralj je postal Robert Bruce. |                     |                                            |
| Robert I. | 1306–1329           | prapraprapravnuk Davida I.                 |
| David II. | 1329–1371           | Robertov sin                               |
| Ballioli Nekaj časa sta si Edvard Balliol in David II. oba lastila prestol. |                     |                                            |
| Edward Balliol | 1332–1338           | sin Johna Balliola                         |
| Stuarti Marija I. je spremenila črkovanje v Stuart ko je živela v Franciji, saj francoščina nima črke w. |                     |                                            |
| Robert II. | 1371–1390           | vnuk Roberta I.                            |
| Robert III. | 1390–1406           | sin Roberta II.                            |
| Jakob I. | 1406–1437           | sin Roberta III.                           |
| Jakob II. | 1437–1460           | sin Jakoba I.                              |
| Jakob III. | 1460–1488           | sin Jakoba II.                             |
| Jakob IV. | 1488–1513           | sin Jakoba III.                            |
| Jakob V. | 1513–1542           | sin Jakoba IV.                             |
| Marija I. | 1542–1567           | hči Jakoba V.                              |
| Jakob VI. Škotski | 1567–1625           | sin Marije I.                              |

| Kralji Anglije, Škotske in Irske Leta 1603 je Jakob VI. po Elizabeti I. podedoval angleški prestol. Od takrat so isti vladarji vladali Angliji, Irski in Škotski, do leta 1707.                                     |           |                                            |
| Stuarti |           |                                            |
| Ime | Vladal    | Opombe                                     |
| Jakob I. Angleški Jakob VI. Škotski | 1603–1625 | prapravnuk Henrika VII. sin Marije Škotske |
| Karel I. | 1625–1649 | sin Jakoba I.                              |
| Obdobje medvladja, Commonwealtha in protektorata Po usmrtitvi Karla I. leta 1649 do obnove leta 1660 ni bilo kraljev. Do leta 1653 je bila država republika, po razpustitvi parlamenta pa je vladal Lord protektor. |           |                                            |
| Ime | Vladal    | Opombe                                     |
| Oliver Cromwell | 1653–1658 |                                            |
| Richard Cromwell | 1658–1659 | sin Oliverja Cromwella                     |

| Kralji Anglije, Škotske in Irske Leta 1659 je Richard Cromwell odstopil. Do obnove leta 1660 je bila anarhija. |           |                                                               |
| Stuarti |           |                                                               |
| Ime | Vladal    | Opombe                                                        |
| Karel II. | 1660–1685 | sin Karla I.                                                  |
| Jakob II. Angleški Jakob VII. Škotski                                                                          | 1685–1689 | sin Karla I.                                                  |
| Marija II. Angleška                                                                                            | 1689–1694 | hči Jakoba II. vladala skupaj z možem, Viljemom III. Oranskim |
| Viljem III. Viljem II. (Škotska)                                                                               | 1689–1702 | vnuk Karla I. vladal skupaj z ženo, Marijo II.                |
| Ana Britanska                                                                                                  | 1702–1707 | hči Jakoba II.                                                |

| Kralji Velike Britanije in Irske Leta 1707 je zakon združil Kraljevino Anglijo in Kraljevino Škotsko v Kraljevino Veliko Britanijo.                                         |           |                    |
| Stuarti |           |                    |
| Ime | Vladal    | Opombe             |
| Ana | 1707–1714 | hči Jakoba II.     |
| Hanoverani Potomci Sofije Hanoverske so po zakonu iz leta 1701 kot najbližji protestantski sorodniki Ane postali dediči prestola, ime rodbine se je spremenilo z Jurijem I. |           |                    |
| Jurij I. | 1714–1727 | pravnuk Jakoba II. |
| Jurij II. | 1727–1760 | sin Jurija I.      |
| Jurij III. | 1760–1801 | vnuk Jurija II.    |

| Kralji Velike Britanije in Irske Leta 1801 je zakon združil Kraljestvo Velike Britanije in Irsko kraljestvo.                                                                                               |           |                      |
| Hanoverani |           |                      |
| Ime | Vladal    | Opombe               |
| Jurij III. | 1801–1820 | vnuk Jurija II.      |
| Jurij IV. | 1820–1830 | sin Jurija III.      |
| Viljem IV. | 1830–1837 | sin Jurija III.      |
| Viktorija Britanska | 1837–1901 | vnukinja Jurija III. |
| Saško-Coburški-Gotha Ime hiše se je spremenilo zaradi Viktorijine poroke s princem Albertom Portugalskim, vendar je sama ostala članice hiše Hanoveranov.                                                  |           |                      |
| Edvard VII. | 1901–1910 | Viktorijin sin       |
| Jurij V. | 1910–1917 | sin Edvarda VII.     |
| Windsorji Kraljeva hiša se je iz Saško-Coburški-Gotha preimenovala v Windsor leta 1917 zaradi protinemškega razpoloženja med prvo svetovno vojno (princ Albert Portugalski je bil namreč nemškega porekla) |           |                      |
| Jurij V. | 1917–1927 | sin Edvarda VII.     |

| Kralji Združenega kraljestva Velike Britanije in Severne Irske Leta 1922 se je Irska odcepila, zato so spremenili uradno ime monarhije. |           |                   |
| Windsorji |           |                   |
| Ime | Vladal    | Opombe            |
| Jurij V. | 1927–1936 | sin Edvarda VII.  |
| Edvard VIII. | 1936      | sin Jurija V.     |
| Jurij VI. | 1936–1952 | sin Jurija V.     |
| Elizabeta II. | 1952–2022 | hči Jurija VI.    |
| Karel III. | 2022–     | sin Elizabete II. |